# Paulo António da Silva Ribeiro
Paulo António da Silva Ribeiro (Setúbal, 6 marzo 1984) è un ex calciatore portoghese, portiere.

## Carriera

### Nazionale
Con la Nazionale Under-21 portoghese ha preso parte agli Europei Under-21 del 2006 e del 2007.